# Carmen Planas Palou
Carmen Planas Palou (Palma de Mallorca) es una empresaria mallorquina, presidenta de la Confederación de Asociaciones Empresariales de Baleares (CAEB), que es la organización empresarial territorial en Balears de la Confederación Española de Organizaciones Empresariales (CEOE) y de la Confederación Española de Pequeñas y Medianas Empresas (CEPYME). Es, a su vez, presidenta de la Unión Balear de Entidades Sanitarias (UBES), y vicepresidenta del Consejo de Administración de ISBA Sociedad de Garantía Recíproca. Se da la circunstancia de que ISBA SGR, promovida desde la propia Confederación de Asociaciones Empresariales de Baleares, cuando era presidente Gabriel Barceló Oliver fue la primera Sociedad de Garantía Recíproca creada en España.
Farmacéutica de profesión, Carmen Planas es hija de Vicente Planas Hevia, fundador de la Ciudad de la Salud y de la Ciencia de Palma de Mallorca, y nieta de Vicente Planas Rosselló, fundador de la Clínica Planas. También ocupa el cargo de vicepresidenta de la Junta Provincial de Baleares de la Asociación Española Contra el Cáncer (AECC).

## Biografía
Carmen Planas es la mayor de los nueve hijos de Vicente Planas Hevia, fundador de la Ciudad de la Salud y de la Ciencia de Palma de Mallorca, y nieta de Vicente Planas Rosselló, fundador de la Clínica Palma Planas Los orígenes de la Clínica Palma Planas se remontan a 1927, cuando el Doctor Vicente Planas Rosselló (1886-1939) inauguró el primer centro en la calle de Manuel Guasp de Palma de Mallorca. Posteriormente, en 1936, comenzó a operar en la calle de Santiago Ramón y Cajal de la misma ciudad, y en 1967, ya bajo la dirección de Antonio Planas Hevia, en la calle de Menorca. La clínica creció ofreciendo un atención física y anímica a sus pacientes, así como apostando por la investigación y la tecnología hospitalaria. En los años 70, Carmen Planas cursó la Licienciatura de Farmacia y varios estudios de postgrado.

## Trayectoria profesional
En 1981, al poco tiempo de fundarse las primeras organizaciones empresariales al amparo de la Constitución Española de 1978, inició su actividad profesional como empresaria y propietaria de una farmacia en el Aeropuerto de Son Sant Joan. En 1985 pasa a dirigir la Clínica Planas y en 2007 es elegida presidenta del Consejo de Administración del Grupo Palma Planas.

### Presidenta de UBES y representación de las clínicas privadas a nivel nacional
En el año 2000 es elegida presidenta de la Unión Balear de Entidades Sanitarias (UBES), organización empresarial que representa a las clínicas y hospitales privados de Baleares. En el año 2011 es elegida vocal de la Federación Nacional de Clínicas Privadas de España y un año más tarde, en 2012, miembro del Consejo de Turismo de la CEOE en representación de la Federación Nacional de Clínicas Privadas de España
En 2013, en una entrevista concedida a El Mundo observa que "el sistema sanitario habría colapsado si no fuera por la (sanidad) privada"

### Presidenta de la CAEB
El 26 de marzo, como única candidata a presidir la CAEB se reúne con el presidente de la CEOE Joan Rosell y acuerda intensificar la colaboración entre ambas organizaciones empresariales para que, de ese modo, las empresas de Baleares tengan más voz ante las administraciones y organismos de Madrid y de Bruselas El 27 de marzo de 2014 fue elegida presidenta de la CAEB por amplia mayoría, con 36 votos a favor frente a 3 votos en contra, convirtiéndose así en la segunda presidenta de una confederación empresarial autonómica miembro de la CEOE.
El 6 de mayo de 2014 presentó sus líneas de actuación ante más de 200 empresarios y autoridades de Baleares y ante el presidente de la CEOE Joan Rosell, así como ante el presidente del Gobierno de las Islas Baleares, José Ramón Bauzá. Planas se marcó el objetivo de presidir una confederación empresarial "autosuficiente y sin subvenciones"